# كبير هاشم
محمد هاشم محمد الكبير المعروف محليًا باسم كبير هاشم (بالسنهالية කබීර් හෂීම්، باتاميلية கபீர் ஹாசிம்; ولد 19 مايو 1959)، هو سياسي واقتصادي. وعضو في البرلمان السريلانكي ممثلٍ عن منطقة كيغالي،
وكذلك يشغل منصب وزير الطرق السريعة والموانئ والشحن في حكومة سريلانكا.
كما أنه يشغل منصب الأمين العام للحزب الوطني المتحد. تلقى تعليمه في الكلية الملكية كولومبو و كلية ترينيتي في كاندي.

## الروابط الخارجية
- Biographies of Member of Parliament
- Right Royal rally of old Royalists in the Sri Lanka Parliament